# Haus Bahnhofstraße 55
Das Haus Bahnhofstraße 55, auch Bavendammsches Haus genannt, in Bruchhausen-Vilsen, in Nachbarschaft zur St.-Cyriakus-Kirche, stammt aus dem 19. Jahrhundert. Aktuell (2022) ist hier die Volkshochschule untergebracht.
Das Gebäude steht unter Denkmalschutz (siehe auch  Liste der Baudenkmale in Bruchhausen-Vilsen).

## Geschichte
Das zweigeschossige elfachsige verputzte spätklassizistische Gebäude mit Sockelgeschoss und flachem Walmdach wurde 1856 als Privatschule gebaut. Bemerkenswert ist ein denkmalgeschütztes Gewölbe. In dem besonders ortsbildprägenden Gebäude war danach jahrzehntelang eine Bäckerei mit dem Café Bavendamm sowie Wohnungen. Von 1998 bis 2009 stand das Haus leer.
2009 wurde es an eine Immobilienfirma verkauft, grundlegend saniert und umgebaut. Seitdem ist im Erdgeschoss die Volkshochschule Diepholz (VHS) die Hauptmieterin. Das Obergeschoss wird zum Wohnen und für Büros genutzt.